# Gottlob Wieser
Gottlob Wieser (* 19. März 1888 in Hirzel; † 15. Januar 1973 in Riehen) war ein Schweizer evangelischer Geistlicher.

## Leben

### Familie
Gottlob Wieser war der Sohn von Gottlieb Wieser (1860–1907), Pfarrer in Hirzel und Inspektor der Anstalt Beuggen im Schloss Beuggen und dessen Ehefrau Lydia (geb. Vögelin); von seinen Geschwistern sind namentlich bekannt:
- Fritz Wieser (1890–1952)[1], Politiker;
- David Wieser (* 11. April 1901 in Hirzel; † 27. Dezember 1992 in Thürnen), Pfarrer, Redakteur des Baselbieter Kirchenboten von 1947 bis 1969, Mitarbeiter des Kirchenblattes für die reformierte Schweiz und Präsident der Baselbieter Bibelgesellschaft von 1967 bis 1975 und 1976.[2]

Gottlob Wieser war seit 1913 mit Joanna Hanni Martha (* 1888 in Basel; † 1947), Tochter des Pfarrers Johann Ernst Staehelin (1861–1949), verheiratet, gemeinsam hatten sie zwei Töchter und fünf Söhne. Von seinen Kindern ist namentlich bekannt:
- Dorothee Wieser,[6] verheiratet mit dem Maler Willy Fries.

Sein Schwager war der Kirchenhistoriker Ernst Staehelin.

### Ausbildung
Gottlob Wieser besuchte das Gymnasium (heute: Gymnasium am Münsterplatz) in Basel und immatrikulierte sich zu einem Theologiestudium an der Universität Basel und setzte dieses Studium an der Universität Marburg und der Universität Berlin fort.

### Werdegang
Nach Beendigung des Studiums war Gottlob Wieser anfangs von 1910 bis 1914 Pfarrer in Nussbaumen, einem thurgauischen Bauerndorf, und von 1914 bis 1920 in Binningen, bevor er von 1920 bis 1937 Pfarrer in Wattwil und gleichzeitig Dekan des Kirchenbezirks Toggenburg und von 1937 bis 1954 Pfarrer in Riehen-Bettingen wurde.

### Geistliches und gesellschaftliches Wirken
Bereits in jungen Jahren wurde Gottlob Wieser theologisch vom religiösen Sozialismus beeinflusst, vor allem von Hermann Kutter und Leonhard Ragaz; später prägte ihn Karl Barth, mit dem ihn, gemeinsam mit dem Politiker Arthur Frey, eine enge Freundschaft verband. Auch Christoph Blumhardt und der Bibelausleger Gottlob Spörri (1899–1990), mit dem er sich später in besonderer Weise verbunden wusste, waren für ihn prägende Persönlichkeiten. Er schloss sich der von Hermann Kutter und Leonhard Ragaz angeregten religiös-sozialen Bewegung an, gab dabei jedoch nicht seine Selbständigkeit auf.
In seinen Pfarrgemeinden hinterließ Wieser Spuren seines Wirkens, weil er ein geistig überaus lebendiger Mann war, der weit über den Raum seiner Gemeinden hinaus eine in der schweizerischen Pfarrerschaft profilierte Gestalt darstellte. Er erkannte die Notwendigkeit gesellschaftlicher Erneuerung und setzte sich während seiner Pfarramtszeit in Wattwil für die dortige Arbeiterschaft im Textilgewerbe ein.
1930 veröffentlichte er eine Schrift über den befreundeten Friedrich Gogarten, Mitbegründer der Dialektischen Theologie in Deutschland; dazu publizierte er kleinere Aufsätze in dem Kirchenboten für das evangelische Toggenburg sowie verschiedene Predigten und Nachrufe.
Von 1936 bis 1970 wirkte Wieser als Hauptredakteur des Kirchenblatts für die reformierte Schweiz, das er als Stimme der Dialektischen Theologie profilierte. In diesem Blatt nahm er ab 1942 auch Stellung gegen die restriktive Flüchtlingspolitik der Schweiz und informierte breit über die Verfolgung und Deportation jüdischer Menschen.

## Ehrungen und Auszeichnungen
- 1958 ernannte die Theologische Fakultät der Universität Basel Gottlob Wieser an seinem siebzigsten Geburtstag zum Dr. h. c.[12]
- Der Aufsatz von Eduard Thurneysen im Jahrbuch z’Rieche über Pfarrer Gottlob Wieser war dessen letzte Arbeit, bevor er nach langer Krankheit verstarb.

## Schriften (Auswahl)
- Friedrich Gogarten. 1930.